# Štítnik
Štítnik je obec na Slovensku v okrese Rožňava. Žije zde necelých 1 500 obyvatel.

## Poloha
Štítnik leží asi 14 kilometrů od okresního města Rožňava v nadmořské výšce 284 m n. m. Obcí protéká stejnojmenná říčka.

## Historie
První písemná zmínka o obci pochází z roku 1243 v listině krále Bély IV. Historické podklady dokládají dřívější vznik osídlení a počátky sahají až do staršího středověku – ve 12. století patřil Štítnik královským zbrojnošům, kteří vlastnili Gemerský hrad. V uváděné donační listině se jako vůbec první v Uhrách uvádí Ditrichův hamr na železo.
Název obce (Chytnek, Chetnug, Chetnek, Citnik, Czethnek, Schitnek, Schitnik) je odvozen buď z jména výrobce štítů, nebo souvisí s označením uhlířských milířů (sczyty). To potvrzuje skutečnost, že se místní obyvatelé od začátku věnovali těžbě nerostů, zvláště železné rudy, kterou i zpracovávali, ale i mědi, přičemž narazili i na ložiska zlata. Historické dokumenty a okolnosti řadí Štítnik mezi první místa, kde se začala zpracovávat železná ruda a rozvíjelo se hutnictví na Slovensku, ale i v bývalém Uhersku.

## Kultura a zajímavosti

### Stavby
Šebekovská kurie, postavená v rokokovém stylu, vedle ní stojí rodný dům Viktora Madarase, kaštel postavený v barokním slohu. Katolický kostel, který dala postavit Marie Terezie v roce 1749 v barokním slohu, měšťanská škola, postavená Čechy po 1. světové válce, měla pouze 3 třídy.

#### Památky
- Gotický, do poloviny 16. století katolický a později evangelický kostel, postavený přibližně ve 14. století jako trojlodní bazilika, s nejstaršími varhany na Slovensku z roku 1492. V chrámu dominuje renesančně-barokní oltář z roku 1636 s obrazem narození Ježíše Krista, což je dost netypický výjev pro protestantské kostely. Na stěnách se zachovalo mnoho unikátních gotických fresek, z nichž nejstarší jsou z konce 14. století. Jde o vůbec nejrozsáhlejší soubor středověké nástěnné malby na Slovensku. Uvnitř kostela se nacházejí hrobky Csetnekyho a jeho manželky Kláry Bebekové. Kostel je zajímavý i množstvím epitafů, zavěšených na stěnách, celkově je jich 14, což je nejvíc na Slovensku.

- Vodní hrad, přibližně z let 1300–1400, středověká stavba, ze které se dochovaly dvě bašty opevnění ze 16. století. Vznikl v období kolem roku 1432. Hrad patřil místnímu rodu Štítnických. Do roku 1594 patřil Bubekovcům, později do roku 1666 Bakošovcům. Na začátku 19. století zde byl vybudován klasicistní zámeček, jednopodlažní dvoutraktová bloková stavba.[4][5][6]

#### Pomníky
- Pomník SNP na náměstí, v blízkosti římskokatolického kostela
- morový sloup – z roku 1754, zrenovovaný v roce 2005.

### Osobnosti
- Viktor Madarász (1830–1917), malíř
- Ctibor Štítnický (1922–2002), vlastním jménem Tibor Dörner, básník a překladatel, manžel spisovatelky Jarmily Štítnické
- Zoltán Szárasz, dlouholetý evangelický farář v obci, který zpracoval dějiny místního evangelického kostela

### Ulice
Rožňavská, Nová, Družstevná, Malá maša, Ochtinská, Tichá, Mierová, Jelšavská, Školská, Jarková, Teplická, Mlynská, Lesná, Veľká Maša, Záhradná